# Équipe des États-Unis de soccer à la Coupe du monde 2022
Cet article relate le parcours de l'équipe des États-Unis lors de la Coupe du monde de football de 2022 organisée au Qatar du 20 novembre au 18 décembre 2022.

## Qualifications

### Tour final
| Rang | Équipe     | Pts | J  | G | N | P  | Bp | Bc | Diff |  | Résultats (▼ dom., ► ext.) |     |     |     |     |     |     |     |     |
| ---- | ---------- | --- | -- | - | - | -- | -- | -- | ---- |  | -------------------------- | --- | --- | --- | --- | --- | --- | --- | --- |
| 1    | Canada     | 28  | 14 | 8 | 4 | 2  | 23 | 7  | +16  |  | Canada                     |     | 2-1 | 2-0 | 1-0 | 4-1 | 4-0 | 3-0 | 1-1 |
| 2    | Mexique    | 28  | 14 | 8 | 4 | 2  | 17 | 8  | +9   |  | Mexique                    | 1-1 |     | 0-0 | 0-0 | 1-0 | 2-1 | 2-0 | 3-0 |
| 3    | États-Unis | 25  | 14 | 7 | 4 | 3  | 21 | 10 | +11  |  | États-Unis                 | 1-1 | 2-0 |     | 2-1 | 5-1 | 2-0 | 1-0 | 3-0 |
| 4    | Costa Rica | 25  | 14 | 7 | 4 | 3  | 13 | 8  | +5   |  | Costa Rica                 | 1-0 | 0-1 | 2-0 |     | 1-0 | 1-1 | 2-1 | 2-1 |
| 5    | Panama     | 21  | 14 | 6 | 3 | 5  | 17 | 19 | -2   |  | Panama                     | 1-0 | 1-1 | 1-0 | 0-0 |     | 3-2 | 2-1 | 1-1 |
| 6    | Jamaïque   | 11  | 14 | 2 | 5 | 7  | 12 | 22 | -10  |  | Jamaïque                   | 0-0 | 1-2 | 1-1 | 0-1 | 0-3 |     | 1-1 | 2-1 |
| 7    | Salvador   | 10  | 14 | 2 | 4 | 8  | 8  | 18 | -10  |  | Salvador                   | 0-2 | 0-2 | 0-0 | 1-2 | 1-0 | 1-1 |     | 0-0 |
| 8    | Honduras   | 4   | 14 | 0 | 4 | 10 | 7  | 26 | -19  |  | Honduras                   | 0-2 | 0-1 | 1-4 | 0-0 | 2-3 | 0-2 | 0-2 |     |

| 1er match                      | Salvador       | 0 - 0   | États-Unis                |                                                                                      |                                                                                      |
| 2 septembre 2021 20h05 (UTC-6) |                | (0 - 0) |                           | Stade Cuscatlán, San Salvador Spectateurs : 29 000 Arbitrage : Juan Gabriel Calderon | Stade Cuscatlán, San Salvador Spectateurs : 29 000 Arbitrage : Juan Gabriel Calderon |
| 2 septembre 2021 20h05 (UTC-6) | Monterroza 40e | Rapport | 67e McKennie · 68e Yedlin | Stade Cuscatlán, San Salvador Spectateurs : 29 000 Arbitrage : Juan Gabriel Calderon | Stade Cuscatlán, San Salvador Spectateurs : 29 000 Arbitrage : Juan Gabriel Calderon |

| 2e match                       | États-Unis                              | 1 - 1   | Canada                |                                                                          |                                                                          |
| 5 septembre 2021 19h00 (UTC-5) | Aaronson 55e                            | (0 - 0) | 62e Larin             | Nissan Stadium, Nashville Spectateurs : 43 028 Arbitrage : Oshane Nation | Nissan Stadium, Nashville Spectateurs : 43 028 Arbitrage : Oshane Nation |
| 5 septembre 2021 19h00 (UTC-5) | Siebatcheu 29e · Brooks 32e · Adams 69e | Rapport | 28e Laryea · 68e Kaye | Nissan Stadium, Nashville Spectateurs : 43 028 Arbitrage : Oshane Nation | Nissan Stadium, Nashville Spectateurs : 43 028 Arbitrage : Oshane Nation |

| 3e match                       | Honduras | 1 - 4   | États-Unis                                             |                                                                                                   |                                                                                                   |
| 8 septembre 2021 20h30 (UTC-6) | Moya 27e | (1 - 0) | 48e Robinson · 75e Pepi · 86e Aaronson · 90+3e Lletget | Stade olympique Metropolitano, San Pedro Sula Spectateurs : 31 000 Arbitrage : Fernando Hernández | Stade olympique Metropolitano, San Pedro Sula Spectateurs : 31 000 Arbitrage : Fernando Hernández |
| 8 septembre 2021 20h30 (UTC-6) | Rapport  |         |                                                        | Stade olympique Metropolitano, San Pedro Sula Spectateurs : 31 000 Arbitrage : Fernando Hernández | Stade olympique Metropolitano, San Pedro Sula Spectateurs : 31 000 Arbitrage : Fernando Hernández |

| 4e match                     | États-Unis   | 2 - 0   | Jamaïque               |                                                                |                                                                |
| 7 octobre 2021 18h30 (UTC-5) | Pepi 49e 62e | (0 - 0) |                        | Q2 Stadium, Austin Spectateurs : 20 500 Arbitrage : Reon Radix | Q2 Stadium, Austin Spectateurs : 20 500 Arbitrage : Reon Radix |
| 7 octobre 2021 18h30 (UTC-5) |              | Rapport | 1e Lawrence · 34e Lowe | Q2 Stadium, Austin Spectateurs : 20 500 Arbitrage : Reon Radix | Q2 Stadium, Austin Spectateurs : 20 500 Arbitrage : Reon Radix |

| 5e match                      | Panama       | 1 - 0   | États-Unis |                                                                                         |                                                                                         |
| 10 octobre 2021 17h00 (UTC-5) | Godoy 54e    | (0 - 0) |            | Stade Rommel Fernández, Panama City Spectateurs : 21 000 Arbitrage : César Arturo Ramos | Stade Rommel Fernández, Panama City Spectateurs : 21 000 Arbitrage : César Arturo Ramos |
| 10 octobre 2021 17h00 (UTC-5) | Stephens 76e | Rapport |            | Stade Rommel Fernández, Panama City Spectateurs : 21 000 Arbitrage : César Arturo Ramos | Stade Rommel Fernández, Panama City Spectateurs : 21 000 Arbitrage : César Arturo Ramos |

| 6e match                      | États-Unis                   | 2 - 1   | Costa Rica |                                                                             |                                                                             |
| 13 octobre 2021 19h00 (UTC-4) | Dest 25e · Moreira 66e (csc) | (1 - 1) | 1re Fuller | Lower.com Field, Columbus Spectateurs : 20 165 Arbitrage : Daneon Parchment | Lower.com Field, Columbus Spectateurs : 20 165 Arbitrage : Daneon Parchment |
| 13 octobre 2021 19h00 (UTC-4) | Rapport                      |         |            | Lower.com Field, Columbus Spectateurs : 20 165 Arbitrage : Daneon Parchment | Lower.com Field, Columbus Spectateurs : 20 165 Arbitrage : Daneon Parchment |

| 7e match                       | États-Unis                                     | 2 - 0   | Mexique                       |                                                                      |                                                                      |
| 12 novembre 2021 21h10 (UTC-5) | Pulisic 74e · McKennie 85e                     | (0 - 0) |                               | TQL Stadium, Cincinnati Spectateurs : 26 000 Arbitrage : Iván Barton | TQL Stadium, Cincinnati Spectateurs : 26 000 Arbitrage : Iván Barton |
| 12 novembre 2021 21h10 (UTC-5) | Robinson 59e, 89e · Steffen 68e · McKennie 68e | Rapport | 45+1e Romo · 68e L. Rodríguez | TQL Stadium, Cincinnati Spectateurs : 26 000 Arbitrage : Iván Barton | TQL Stadium, Cincinnati Spectateurs : 26 000 Arbitrage : Iván Barton |

| 8e match                       | Jamaïque              | 1 - 1   | États-Unis |                                                                           |                                                                           |
| 16 novembre 2021 17h00 (UTC-5) | Antonio 22e           | (1 - 1) | 11e Weah   | Independence Park, Kingston Spectateurs : 4 100 Arbitrage : Juan Calderon | Independence Park, Kingston Spectateurs : 4 100 Arbitrage : Juan Calderon |
| 16 novembre 2021 17h00 (UTC-5) | Watson 8e · Brown 40e | Rapport |            | Independence Park, Kingston Spectateurs : 4 100 Arbitrage : Juan Calderon | Independence Park, Kingston Spectateurs : 4 100 Arbitrage : Juan Calderon |

| 9e match                      | États-Unis   | 1 - 0   | Salvador |                                                                        |                                                                        |
| 27 janvier 2022 19h00 (UTC-5) | Robinson 52e | (0 - 0) |          | Lower.com Field, Columbus Spectateurs : 20,000 Arbitrage : Bryan López | Lower.com Field, Columbus Spectateurs : 20,000 Arbitrage : Bryan López |
| 27 janvier 2022 19h00 (UTC-5) | Rapport      |         |          | Lower.com Field, Columbus Spectateurs : 20,000 Arbitrage : Bryan López | Lower.com Field, Columbus Spectateurs : 20,000 Arbitrage : Bryan López |

| 10e match                     | Canada                     | 2 - 0   | États-Unis |                                                                          |                                                                          |
| 30 janvier 2022 15h05 (UTC-5) | Larin 7e · Adekugbe 90+5e  | (1 - 0) |            | Stade Tim Hortons, Hamilton Spectateurs : 12 000 Arbitrage : César Ramos | Stade Tim Hortons, Hamilton Spectateurs : 12 000 Arbitrage : César Ramos |
| 30 janvier 2022 15h05 (UTC-5) | Vitória 31e · Buchanan 88e | Rapport |            | Stade Tim Hortons, Hamilton Spectateurs : 12 000 Arbitrage : César Ramos | Stade Tim Hortons, Hamilton Spectateurs : 12 000 Arbitrage : César Ramos |

| 11e match                    | États-Unis                                | 3 - 0   | Honduras              |                                                                          |                                                                          |
| 2 février 2022 18h30 (UTC-6) | McKennie 8e · Zimmerman 37e · Pulisic 67e | (2 - 0) |                       | Allianz Field, Saint Paul Spectateurs : 19 202 Arbitrage : Oshane Nation | Allianz Field, Saint Paul Spectateurs : 19 202 Arbitrage : Oshane Nation |
| 2 février 2022 18h30 (UTC-6) | Weah 75e                                  | Rapport | 36e Mejía · 36e Quaye | Allianz Field, Saint Paul Spectateurs : 19 202 Arbitrage : Oshane Nation | Allianz Field, Saint Paul Spectateurs : 19 202 Arbitrage : Oshane Nation |

| 12e match                  | Mexique                  | 0 - 0   | États-Unis                          |                                                                       |                                                                       |
| 24 mars 2022 20h00 (UTC-6) |                          | (0 - 0) |                                     | Estadio Azteca, Mexico Spectateurs : 47 000 Arbitrage : Mario Escobar | Estadio Azteca, Mexico Spectateurs : 47 000 Arbitrage : Mario Escobar |
| 24 mars 2022 20h00 (UTC-6) | Álvarez 21e · Vega 90+1e | Rapport | 9e Robinson · 26e Yedlin · 39e Weah | Estadio Azteca, Mexico Spectateurs : 47 000 Arbitrage : Mario Escobar | Estadio Azteca, Mexico Spectateurs : 47 000 Arbitrage : Mario Escobar |

| 13e match                  | États-Unis                                                       | 5 - 1   | Panama                                    |                                                                        |                                                                        |
| 27 mars 2022 19h00 (UTC-4) | Pulisic 17e (pen.) 45+4e (pen.) 65e · Arriola 23e · Ferreira 27e | (4 - 0) | 86e Godoy                                 | Exploria Stadium, Orlando Spectateurs : 25 022 Arbitrage : Iván Barton | Exploria Stadium, Orlando Spectateurs : 25 022 Arbitrage : Iván Barton |
| 27 mars 2022 19h00 (UTC-4) | Pulisic 69e · Long 85e                                           | Rapport | 45+3e Godoy · 45+3e Blackburn · 57e Davis | Exploria Stadium, Orlando Spectateurs : 25 022 Arbitrage : Iván Barton | Exploria Stadium, Orlando Spectateurs : 25 022 Arbitrage : Iván Barton |

| 14e match                  | Costa Rica                 | 2 - 0   | États-Unis |                                                   |                                                   |
| 30 mars 2022 19h05 (UTC-6) | Vargas 51e · Contreras 59e | (0 - 0) |            | Stade national, San José Arbitrage : Drew Fischer | Stade national, San José Arbitrage : Drew Fischer |
| 30 mars 2022 19h05 (UTC-6) | Mora 63e · Galo 81e        | Rapport |            | Stade national, San José Arbitrage : Drew Fischer | Stade national, San José Arbitrage : Drew Fischer |

## Préparation

### Matchs de préparation à la Coupe du monde
Liste détaillée des matches des États-Unis depuis sa qualification à la Coupe du monde :

#### Match amicaux
| 1er match                   | États-Unis                                  | 3 - 0   | Maroc                                             |                                                    |                                                    |
| 1er juin 2022 19h30 (UTC-4) | Aaronson 26e · Weah 32e · Wright 64e (pen.) | (2 - 0) |                                                   | TQL Stadium, Cincinnati Arbitrage : Ismael Cornejo | TQL Stadium, Cincinnati Arbitrage : Ismael Cornejo |
| 1er juin 2022 19h30 (UTC-4) | Long 28e · Cannon 66e                       | Rapport | 61e Bounou · 61e Hakimi · 62e Saïss · 69e Amrabat | TQL Stadium, Cincinnati Arbitrage : Ismael Cornejo | TQL Stadium, Cincinnati Arbitrage : Ismael Cornejo |

| 2e match                  | États-Unis | 0 - 0   | Uruguay      |                                                                         |                                                                         |
| 5 juin 2022 16h00 (UTC-5) |            | (0 - 0) |              | Children's Mercy Park, Kansas City Arbitrage : Adonai Escobedo González | Children's Mercy Park, Kansas City Arbitrage : Adonai Escobedo González |
| 5 juin 2022 16h00 (UTC-5) |            | Rapport | 82e Valverde | Children's Mercy Park, Kansas City Arbitrage : Adonai Escobedo González | Children's Mercy Park, Kansas City Arbitrage : Adonai Escobedo González |

| 3e match                        | Japon                   | 2 - 0   | États-Unis      |                                                                             |                                                                             |
| 23 septembre 2022 14h25 (UTC+2) | Kamada 25e · Mitoma 88e | (1 - 0) |                 | Merkur Spiel-Arena, Düsseldorf Spectateurs : 5 149 Arbitrage : Felix Zwayer | Merkur Spiel-Arena, Düsseldorf Spectateurs : 5 149 Arbitrage : Felix Zwayer |
| 23 septembre 2022 14h25 (UTC+2) |                         | Rapport | 60e de la Torre | Merkur Spiel-Arena, Düsseldorf Spectateurs : 5 149 Arbitrage : Felix Zwayer | Merkur Spiel-Arena, Düsseldorf Spectateurs : 5 149 Arbitrage : Felix Zwayer |

| 4e match                        | Arabie saoudite | 0 - 0   | États-Unis |                                                               |                                                               |
| 27 septembre 2022 20h00 (UTC+3) |                 | (0 - 0) |            | Stade international du Roi-Fahd, Riyad Arbitrage : Ivan Bebek | Stade international du Roi-Fahd, Riyad Arbitrage : Ivan Bebek |
| 27 septembre 2022 20h00 (UTC+3) | Rapport         |         |            | Stade international du Roi-Fahd, Riyad Arbitrage : Ivan Bebek | Stade international du Roi-Fahd, Riyad Arbitrage : Ivan Bebek |

#### Ligue des Nations
| 1er match                  | États-Unis                              | 5 - 0   | Grenade     |                                                                   |                                                                   |
| 10 juin 2022 21h00 (UTC-5) | Ferreira 43e 54e 56e 78e · Ferreira 62e | (1 - 0) |             | Q2 Stadium, Austin Spectateurs : 20 500 Arbitrage : Saíd Martínez | Q2 Stadium, Austin Spectateurs : 20 500 Arbitrage : Saíd Martínez |
| 10 juin 2022 21h00 (UTC-5) |                                         | Rapport | 22e Charles | Q2 Stadium, Austin Spectateurs : 20 500 Arbitrage : Saíd Martínez | Q2 Stadium, Austin Spectateurs : 20 500 Arbitrage : Saíd Martínez |

| 2e match                   | Salvador                     | 1 - 1   | États-Unis              |                                                                  |                                                                  |
| 14 juin 2022 20h00 (UTC-6) | Larín 35e                    | (1 - 0) | 90+1e Morris            | Stade Cuscatlán, San Salvador Arbitrage : César Ramos Palazuelos | Stade Cuscatlán, San Salvador Arbitrage : César Ramos Palazuelos |
| 14 juin 2022 20h00 (UTC-6) | Rodríguez 79e · González 85e | Rapport | 70e Arriola · 77e Adams | Stade Cuscatlán, San Salvador Arbitrage : César Ramos Palazuelos | Stade Cuscatlán, San Salvador Arbitrage : César Ramos Palazuelos |

## Effectif
La liste de joueurs sélectionnés est dévoilée le mercredi 9 novembre 2022 par Gregg Berhalter. Tyler Adams nommé capitaine pour la compétition le 20 novembre suivant.

## Compétition

### Format et tirage au sort
Le tirage au sort de la phase finale de la Coupe du monde est effectué le 1er avril 2022 au centre d'exposition et de congrès de Doha,. C’est le classement de mars qui est pris en compte, la sélection se classe 15e du classement de la FIFA et les États-Unis sont placés dans le chapeau 2,. Il hérite ainsi tête de série de l'Angleterre (chapeau 1, 5e au classement FIFA), de l'Iran (chapeau 3, 21e) et du vainqueur des barrages Pays de Galles-Écosse-Ukraine (chapeau 4), tous placés dans le groupe B,. Le dernier membre est le pays de Galles, qualifié de dernière minute en barrage après le tirage au sort du mondial,.

### Premier tour - Groupe B
|   | Équipe         | Pts | J | G | N | P | Bp | Bc | Diff |
| 1 | Angleterre     | 7   | 3 | 2 | 1 | 0 | 9  | 2  | +7   |
| 2 | États-Unis     | 5   | 3 | 1 | 2 | 0 | 2  | 1  | +1   |
| 3 | Iran           | 3   | 3 | 1 | 0 | 2 | 4  | 7  | -3   |
| 4 | Pays de Galles | 1   | 3 | 0 | 1 | 2 | 1  | 6  | -5   |

| 3  | 21 novembre 2022 | Angleterre     | 6 - 2 | Iran           |
| 4  | 21 novembre 2022 | États-Unis     | 1 - 1 | Pays de Galles |
| 17 | 25 novembre 2022 | Pays de Galles | 0 - 2 | Iran           |
| 20 | 25 novembre 2022 | Angleterre     | 0 - 0 | États-Unis     |
| 33 | 29 novembre 2022 | Pays de Galles | 0 - 3 | Angleterre     |
| 34 | 29 novembre 2022 | Iran           | 0 - 1 | États-Unis     |

#### États-Unis - Pays de Galles
| Match 4                                                      | États-Unis          | 1 - 1   | Pays de Galles  | Stade Ahmad-ben-Ali, Al-Rayyan                                                          |                                                                                         |
| 21 novembre 2022 · 22:00 (UTC+3) · Historique des rencontres | ( Pulisic) Weah 36e | (1 - 0) | 82e (pen.) Bale | Spectateurs : 43 418 Arbitrage : Abdulrahman Al-Jassim Arbitre vidéo : Abdulla Al-Marri | Spectateurs : 43 418 Arbitrage : Abdulrahman Al-Jassim Arbitre vidéo : Abdulla Al-Marri |
| 21 novembre 2022 · 22:00 (UTC+3) · Historique des rencontres | Rapport             |         |                 | Spectateurs : 43 418 Arbitrage : Abdulrahman Al-Jassim Arbitre vidéo : Abdulla Al-Marri | Spectateurs : 43 418 Arbitrage : Abdulrahman Al-Jassim Arbitre vidéo : Abdulla Al-Marri |

| États-Unis | Pays de Galles |

| ÉTATS-UNIS :    |    |                   |        |     |
|                 |    |                   |        |     |
| Gardien de but  | 01 | Matt Turner       |        |     |
|                 | 05 | Antonee Robinson  |        |     |
|                 | 03 | Walker Zimmerman  |        |     |
|                 | 13 | Tim Ream          | 51e    |     |
|                 | 02 | Sergiño Dest      | 11e    | 74e |
|                 | 06 | Yunus Musah       |        | 74e |
|                 | 04 | Tyler Adams       |        |     |
|                 | 08 | Weston McKennie   | 13e    | 66e |
|                 | 24 | Josh Sargent      |        | 74e |
|                 | 21 | Timothy Weah      |        | 88e |
|                 | 10 | Christian Pulisic |        |     |
| Remplaçants :   |    |                   |        |     |
|                 | 11 | Brenden Aaronson  |        | 66e |
|                 | 22 | DeAndre Yedlin    |        | 74e |
|                 | 23 | Kellyn Acosta     | 90+10e | 74e |
|                 | 19 | Haji Wright       |        | 74e |
|                 | 16 | Jordan Morris     |        | 88e |
| Sélectionneur : |    |                   |        |     |
| Gregg Berhalter |    |                   |        |     |

| PAYS DE GALLES : |    |                 |       |       |
|                  |    |                 |       |       |
| Gardien de but   | 01 | Wayne Hennessey |       |       |
|                  | 04 | Ben Davies      |       |       |
|                  | 06 | Joe Rodon       |       |       |
|                  | 05 | Chris Mepham    | 45+2e |       |
|                  | 03 | Neco Williams   |       | 79e   |
|                  | 10 | Aaron Ramsey    |       |       |
|                  | 15 | Ethan Ampadu    |       | 90+5e |
|                  | 14 | Connor Roberts  |       |       |
|                  | 20 | Daniel James    |       | 46e   |
|                  | 11 | Gareth Bale     | 40e   |       |
|                  | 08 | Harry Wilson    |       | 90+3e |
| Remplaçants :    |    |                 |       |       |
|                  | 13 | Kieffer Moore   |       | 46e   |
|                  | 09 | Brennan Johnson |       | 79e   |
|                  | 22 | Sorba Thomas    |       | 90+3e |
|                  | 16 | Joe Morrell     |       | 90+5e |
| Sélectionneur :  |    |                 |       |       |
| Rob Page         |    |                 |       |       |

| Assistants : Taleb Al-Marri Saud Al-Maqaleh Quatrième arbitre : Ma Ning Assistants arbitre vidéo : Rédouane Jiyed Mokrane Gourari Adil Zourak Homme du Match : Gareth Bale |

#### Angleterre - États-Unis
| Match 20                                                     | Angleterre | 0 - 0   | États-Unis | Stade Al-Bayt, Al-Khor                                                      |                                                                             |
| 25 novembre 2022 · 22:00 (UTC+3) · Historique des rencontres |            | (0 - 0) |            | Spectateurs : 68 463 Arbitrage : Jesús Valenzuela Arbitre vidéo : Juan Soto | Spectateurs : 68 463 Arbitrage : Jesús Valenzuela Arbitre vidéo : Juan Soto |
| 25 novembre 2022 · 22:00 (UTC+3) · Historique des rencontres | Rapport    |         |            | Spectateurs : 68 463 Arbitrage : Jesús Valenzuela Arbitre vidéo : Juan Soto | Spectateurs : 68 463 Arbitrage : Jesús Valenzuela Arbitre vidéo : Juan Soto |

| Angleterre | États-Unis |

| ANGLETERRE :     |    |                  |     |
|                  |    |                  |     |
| Gardien de but   | 01 | Jordan Pickford  |     |
|                  | 03 | Luke Shaw        |     |
|                  | 06 | Harry Maguire    |     |
|                  | 05 | John Stones      |     |
|                  | 12 | Kieran Trippier  |     |
|                  | 04 | Declan Rice      |     |
|                  | 19 | Mason Mount      |     |
|                  | 22 | Jude Bellingham  | 68e |
|                  | 10 | Raheem Sterling  | 68e |
|                  | 09 | Harry Kane       |     |
|                  | 17 | Bukayo Saka      | 78e |
| Remplaçants :    |    |                  |     |
|                  | 07 | Jack Grealish    | 68e |
|                  | 08 | Jordan Henderson | 68e |
|                  | 11 | Marcus Rashford  | 78e |
| Sélectionneur :  |    |                  |     |
| Gareth Southgate |    |                  |     |

| ÉTATS-UNIS :    |    |                   |     |
|                 |    |                   |     |
| Gardien de but  | 01 | Matt Turner       |     |
|                 | 05 | Antonee Robinson  |     |
|                 | 13 | Tim Ream          |     |
|                 | 03 | Walker Zimmerman  |     |
|                 | 02 | Sergiño Dest      | 77e |
|                 | 04 | Tyler Adams       |     |
|                 | 06 | Yunus Musah       |     |
|                 | 08 | Weston McKennie   | 77e |
|                 | 10 | Christian Pulisic |     |
|                 | 19 | Haji Wright       | 83e |
|                 | 21 | Timothy Weah      | 83e |
| Remplaçants :   |    |                   |     |
|                 | 11 | Brenden Aaronson  | 77e |
|                 | 18 | Shaq Moore        | 77e |
|                 | 07 | Giovanni Reyna    | 83e |
|                 | 24 | Josh Sargent      | 83e |
| Sélectionneur : |    |                   |     |
| Gregg Berhalter |    |                   |     |

| Assistants : Jorge Urrego Tulio Moreno Quatrième arbitre : Yoshimi Yamashita Assistants arbitre vidéo : Nicolás Gallo Diego Bonfá Julio Bascuñán Homme du Match : Christian Pulisic |

#### Iran - États-Unis
| Match 34                                                     | Iran    | 0 - 1   | États-Unis          | Stade Al-Thumama, Doha                                                                     |                                                                                            |
| 29 novembre 2022 · 22:00 (UTC+3) · Historique des rencontres |         | (0 - 1) | 38e Pulisic (Dest ) | Spectateurs : 42 127 Arbitrage : Antonio Mateu Lahoz Arbitre vidéo : Juan Martínez Munuera | Spectateurs : 42 127 Arbitrage : Antonio Mateu Lahoz Arbitre vidéo : Juan Martínez Munuera |
| 29 novembre 2022 · 22:00 (UTC+3) · Historique des rencontres | Rapport |         |                     | Spectateurs : 42 127 Arbitrage : Antonio Mateu Lahoz Arbitre vidéo : Juan Martínez Munuera | Spectateurs : 42 127 Arbitrage : Antonio Mateu Lahoz Arbitre vidéo : Juan Martínez Munuera |

| Iran | États-Unis |

| IRAN :          |    |                      |       |       |
|                 |    |                      |       |       |
| Gardien de but  | 01 | Alireza Beiranvand   |       |       |
|                 | 05 | Milad Mohammadi      |       | 45+2e |
|                 | 08 | Morteza Pouraliganji |       |       |
|                 | 19 | Majid Hosseini       | 77e   |       |
|                 | 23 | Ramin Rezaeian       |       |       |
|                 | 06 | Saeid Ezatolahi      |       |       |
|                 | 03 | Ehsan Hajsafi        |       | 71e   |
|                 | 21 | Ahmad Nourollahi     |       | 71e   |
|                 | 09 | Mehdi Taremi         |       |       |
|                 | 20 | Sardar Azmoun        |       | 46e   |
|                 | 17 | Ali Gholizadeh       |       | 77e   |
| Remplaçants :   |    |                      |       |       |
|                 | 18 | Ali Karimi           |       | 45+2e |
|                 | 14 | Saman Ghoddos        |       | 46e   |
|                 | 16 | Mehdi Torabi         |       | 71e   |
|                 | 25 | Abolfazl Jalali      | 90+6e | 71e   |
|                 | 10 | Karim Ansarifard     |       | 77e   |
| Sélectionneur : |    |                      |       |       |
| Carlos Queiroz  |    |                      |       |       |

| ÉTATS-UNIS :    |    |                        |     |     |
|                 |    |                        |     |     |
| Gardien de but  | 01 | Matt Turner            |     |     |
|                 | 05 | Antonee Robinson       |     |     |
|                 | 13 | Tim Ream               |     |     |
|                 | 20 | Cameron Carter-Vickers |     |     |
|                 | 02 | Sergiño Dest           |     | 82e |
|                 | 04 | Tyler Adams            | 43e |     |
|                 | 06 | Yunus Musah            |     |     |
|                 | 08 | Weston McKennie        |     | 65e |
|                 | 10 | Christian Pulisic      |     | 46e |
|                 | 24 | Josh Sargent           |     | 77e |
|                 | 21 | Timothy Weah           |     | 82e |
| Remplaçants :   |    |                        |     |     |
|                 | 11 | Brenden Aaronson       |     | 46e |
|                 | 23 | Kellyn Acosta          |     | 65e |
|                 | 19 | Haji Wright            |     | 77e |
|                 | 18 | Shaq Moore             |     | 82e |
|                 | 03 | Walker Zimmerman       |     | 82e |
| Sélectionneur : |    |                        |     |     |
| Gregg Berhalter |    |                        |     |     |

| Assistants : Pau Cebrian Roberto Diaz Quatrième arbitre : Kevin Ortega Assistants arbitre vidéo : Ricardo de Burgos Neuza Back Alejandro Hernández Homme du Match : Christian Pulisic |

### Huitième de finale

#### Pays-Bas - États-Unis
| Match 49                      | Pays-Bas                                                                  | 3 - 1   | États-Unis            | Stade international de Khalifa, Doha                                          |                                                                               |
| 3 décembre 2022 18h00 (UTC+3) | ( Dumfries) Memphis 10e · ( Dumfries) Blind 45+1e · ( Blind) Dumfries 81e | (2 - 0) | 76e Wright (Pulisic ) | Spectateurs : 44 846 Arbitrage : Wilton Sampaio Arbitre vidéo : Nicolás Gallo | Spectateurs : 44 846 Arbitrage : Wilton Sampaio Arbitre vidéo : Nicolás Gallo |
| 3 décembre 2022 18h00 (UTC+3) | Rapport                                                                   |         |                       | Spectateurs : 44 846 Arbitrage : Wilton Sampaio Arbitre vidéo : Nicolás Gallo | Spectateurs : 44 846 Arbitrage : Wilton Sampaio Arbitre vidéo : Nicolás Gallo |

| Pays-Bas | États-Unis |

| PAYS-BAS :      |    |                  |     |       |
|                 |    |                  |     |       |
| Gardien de but  | 23 | Andries Noppert  |     |       |
|                 | 05 | Nathan Aké       |     | 90+3e |
|                 | 04 | Virgil van Dijk  |     |       |
|                 | 02 | Jurriën Timber   |     |       |
|                 | 17 | Daley Blind      |     |       |
|                 | 21 | Frenkie de Jong  | 87e |       |
|                 | 15 | Marten de Roon   |     | 46e   |
|                 | 22 | Denzel Dumfries  |     |       |
|                 | 14 | Davy Klaassen    |     | 46e   |
|                 | 10 | Memphis Depay    |     | 83e   |
|                 | 08 | Cody Gakpo       |     | 90+3e |
| Remplaçants :   |    |                  |     |       |
|                 | 20 | Teun Koopmeiners | 60e | 46e   |
|                 | 07 | Steven Bergwijn  |     | 46e   |
|                 | 25 | Xavi Simons      |     | 83e   |
|                 | 03 | Matthijs de Ligt |     | 90+3e |
|                 | 19 | Wout Weghorst    |     | 90+3e |
| Sélectionneur : |    |                  |     |       |
| Louis van Gaal  |    |                  |     |       |

| ÉTATS-UNIS :    |    |                   |  |           |
|                 |    |                   |  |           |
| Gardien de but  | 01 | Matt Turner       |  |           |
|                 | 05 | Antonee Robinson  |  | 90+2e     |
|                 | 13 | Tim Ream          |  |           |
|                 | 03 | Walker Zimmerman  |  |           |
|                 | 02 | Sergiño Dest      |  | 75e       |
|                 | 04 | Tyler Adams       |  | Capitaine |
|                 | 06 | Yunus Musah       |  |           |
|                 | 08 | Weston McKennie   |  | 67e       |
|                 | 10 | Christian Pulisic |  |           |
|                 | 09 | Jesús Ferreira    |  | 46e       |
|                 | 21 | Timothy Weah      |  | 67e       |
| Remplaçants :   |    |                   |  |           |
|                 | 07 | Giovanni Reyna    |  | 46e       |
|                 | 11 | Brenden Aaronson  |  | 67e       |
|                 | 19 | Haji Wright       |  | 67e       |
|                 | 22 | DeAndre Yedlin    |  | 75e       |
|                 | 16 | Jordan Morris     |  | 90+2e     |
| Sélectionneur : |    |                   |  |           |
| Gregg Berhalter |    |                   |  |           |

| Assistants : Bruno Boschilia Bruno Pires Quatrième arbitre : Andrés Matonte Assistants arbitre vidéo : Juan Soto Ashley Beecham Mauro Vigliano Homme du Match : Denzel Dumfries |

## Statistiques

### Temps de jeu
| Joueur                 | |    |    |    | TT | But inscrit | Passe décisive | MJ | MT | Légende |
| ---------------------- | --- | -- | -- | -- | -- | ----------- | -------------- | -- | -- | ------- |
| Gardiens               | Abréviations et symboles : · TT : Total de minutes jouées · MJ : Nombre de matchs joués · MT : Matchs joués en tant que titulaire · : but · : passe décisive · : joueur entré · : joueur remplacé · : capitaine · : carton jaune · : carton rouge · |    |    |    |    |             |                |    |    |         |
| Ethan Horvath          | Abréviations et symboles : · TT : Total de minutes jouées · MJ : Nombre de matchs joués · MT : Matchs joués en tant que titulaire · : but · : passe décisive · : joueur entré · : joueur remplacé · : capitaine · : carton jaune · : carton rouge · | -  | -  | -  | -  | -           | -              | -  | -  | -       |
| Sean Johnson           | Abréviations et symboles : · TT : Total de minutes jouées · MJ : Nombre de matchs joués · MT : Matchs joués en tant que titulaire · : but · : passe décisive · : joueur entré · : joueur remplacé · : capitaine · : carton jaune · : carton rouge · | -  | -  | -  | -  | -           | -              | -  | -  | -       |
| Matt Turner            | Abréviations et symboles : · TT : Total de minutes jouées · MJ : Nombre de matchs joués · MT : Matchs joués en tant que titulaire · : but · : passe décisive · : joueur entré · : joueur remplacé · : capitaine · : carton jaune · : carton rouge · | 90 | 90 | 90 | 90 | 360         | -              | -  | 4  | 4       |
| Défenseurs             | Abréviations et symboles : · TT : Total de minutes jouées · MJ : Nombre de matchs joués · MT : Matchs joués en tant que titulaire · : but · : passe décisive · : joueur entré · : joueur remplacé · : capitaine · : carton jaune · : carton rouge · |    |    |    |    |             |                |    |    |         |
| Cameron Carter-Vickers | Abréviations et symboles : · TT : Total de minutes jouées · MJ : Nombre de matchs joués · MT : Matchs joués en tant que titulaire · : but · : passe décisive · : joueur entré · : joueur remplacé · : capitaine · : carton jaune · : carton rouge · | -  | -  | 90 | -  | 90          | -              | -  | 1  | 1       |
| Sergiño Dest           | Abréviations et symboles : · TT : Total de minutes jouées · MJ : Nombre de matchs joués · MT : Matchs joués en tant que titulaire · : but · : passe décisive · : joueur entré · : joueur remplacé · : capitaine · : carton jaune · : carton rouge · | 74 | 77 | 82 | 75 | 308         | -              | 1  | 4  | 4       |
| Aaron Long             | Abréviations et symboles : · TT : Total de minutes jouées · MJ : Nombre de matchs joués · MT : Matchs joués en tant que titulaire · : but · : passe décisive · : joueur entré · : joueur remplacé · : capitaine · : carton jaune · : carton rouge · | -  | -  | -  | -  | -           | -              | -  | -  | -       |
| Shaq Moore             | Abréviations et symboles : · TT : Total de minutes jouées · MJ : Nombre de matchs joués · MT : Matchs joués en tant que titulaire · : but · : passe décisive · : joueur entré · : joueur remplacé · : capitaine · : carton jaune · : carton rouge · | -  | 13 | 8  | -  | 21          | -              | -  | 2  | -       |
| Tim Ream               | Abréviations et symboles : · TT : Total de minutes jouées · MJ : Nombre de matchs joués · MT : Matchs joués en tant que titulaire · : but · : passe décisive · : joueur entré · : joueur remplacé · : capitaine · : carton jaune · : carton rouge · | 90 | 90 | 90 | 90 | 360         | -              | -  | 4  | 4       |
| Antonee Robinson       | Abréviations et symboles : · TT : Total de minutes jouées · MJ : Nombre de matchs joués · MT : Matchs joués en tant que titulaire · : but · : passe décisive · : joueur entré · : joueur remplacé · : capitaine · : carton jaune · : carton rouge · | 90 | 90 | 90 | 90 | 360         | -              | -  | 4  | 4       |
| Joe Scally             | Abréviations et symboles : · TT : Total de minutes jouées · MJ : Nombre de matchs joués · MT : Matchs joués en tant que titulaire · : but · : passe décisive · : joueur entré · : joueur remplacé · : capitaine · : carton jaune · : carton rouge · | -  | -  | -  | -  | -           | -              | -  | -  | -       |
| DeAndre Yedlin         | Abréviations et symboles : · TT : Total de minutes jouées · MJ : Nombre de matchs joués · MT : Matchs joués en tant que titulaire · : but · : passe décisive · : joueur entré · : joueur remplacé · : capitaine · : carton jaune · : carton rouge · | 16 | -  | -  | 15 | 31          | -              | -  | 2  | -       |
| Walker Zimmerman       | Abréviations et symboles : · TT : Total de minutes jouées · MJ : Nombre de matchs joués · MT : Matchs joués en tant que titulaire · : but · : passe décisive · : joueur entré · : joueur remplacé · : capitaine · : carton jaune · : carton rouge · | 90 | 90 | 8  | 90 | 278         | -              | -  | 3  | 3       |
| Milieux                | Abréviations et symboles : · TT : Total de minutes jouées · MJ : Nombre de matchs joués · MT : Matchs joués en tant que titulaire · : but · : passe décisive · : joueur entré · : joueur remplacé · : capitaine · : carton jaune · : carton rouge · |    |    |    |    |             |                |    |    |         |
| Kellyn Acosta          | Abréviations et symboles : · TT : Total de minutes jouées · MJ : Nombre de matchs joués · MT : Matchs joués en tant que titulaire · : but · : passe décisive · : joueur entré · : joueur remplacé · : capitaine · : carton jaune · : carton rouge · | 16 | -  | 25 | -  | 41          | -              | -  | 2  | -       |
| Tyler Adams            | Abréviations et symboles : · TT : Total de minutes jouées · MJ : Nombre de matchs joués · MT : Matchs joués en tant que titulaire · : but · : passe décisive · : joueur entré · : joueur remplacé · : capitaine · : carton jaune · : carton rouge · | 90 | 90 | 90 | 90 | 360         | -              | -  | 4  | 4       |
| Luca de la Torre       | Abréviations et symboles : · TT : Total de minutes jouées · MJ : Nombre de matchs joués · MT : Matchs joués en tant que titulaire · : but · : passe décisive · : joueur entré · : joueur remplacé · : capitaine · : carton jaune · : carton rouge · | -  | -  | -  | -  | -           | -              | -  | -  | -       |
| Weston McKennie        | Abréviations et symboles : · TT : Total de minutes jouées · MJ : Nombre de matchs joués · MT : Matchs joués en tant que titulaire · : but · : passe décisive · : joueur entré · : joueur remplacé · : capitaine · : carton jaune · : carton rouge · | 66 | 77 | 65 | 67 | 275         | -              | -  | 4  | 4       |
| Yunus Musah            | Abréviations et symboles : · TT : Total de minutes jouées · MJ : Nombre de matchs joués · MT : Matchs joués en tant que titulaire · : but · : passe décisive · : joueur entré · : joueur remplacé · : capitaine · : carton jaune · : carton rouge · | 74 | 90 | 90 | 90 | 344         | -              | -  | 4  | 4       |
| Cristian Roldan        | Abréviations et symboles : · TT : Total de minutes jouées · MJ : Nombre de matchs joués · MT : Matchs joués en tant que titulaire · : but · : passe décisive · : joueur entré · : joueur remplacé · : capitaine · : carton jaune · : carton rouge · | -  | -  | -  | -  | -           | -              | -  | -  | -       |
| Attaquants             | Abréviations et symboles : · TT : Total de minutes jouées · MJ : Nombre de matchs joués · MT : Matchs joués en tant que titulaire · : but · : passe décisive · : joueur entré · : joueur remplacé · : capitaine · : carton jaune · : carton rouge · |    |    |    |    |             |                |    |    |         |
| Brenden Aaronson       | Abréviations et symboles : · TT : Total de minutes jouées · MJ : Nombre de matchs joués · MT : Matchs joués en tant que titulaire · : but · : passe décisive · : joueur entré · : joueur remplacé · : capitaine · : carton jaune · : carton rouge · | 24 | 13 | 44 | 23 | 104         | -              | -  | 4  | -       |
| Jesús Ferreira         | Abréviations et symboles : · TT : Total de minutes jouées · MJ : Nombre de matchs joués · MT : Matchs joués en tant que titulaire · : but · : passe décisive · : joueur entré · : joueur remplacé · : capitaine · : carton jaune · : carton rouge · | -  | -  | -  | 46 | 46          | -              | -  | 1  | 1       |
| Jordan Morris          | Abréviations et symboles : · TT : Total de minutes jouées · MJ : Nombre de matchs joués · MT : Matchs joués en tant que titulaire · : but · : passe décisive · : joueur entré · : joueur remplacé · : capitaine · : carton jaune · : carton rouge · | 2  | -  | -  | 0  | 2           | -              | -  | 2  | -       |
| Christian Pulisic      | Abréviations et symboles : · TT : Total de minutes jouées · MJ : Nombre de matchs joués · MT : Matchs joués en tant que titulaire · : but · : passe décisive · : joueur entré · : joueur remplacé · : capitaine · : carton jaune · : carton rouge · | 90 | 90 | 46 | 90 | 316         | 1              | 2  | 4  | 4       |
| Giovanni Reyna         | Abréviations et symboles : · TT : Total de minutes jouées · MJ : Nombre de matchs joués · MT : Matchs joués en tant que titulaire · : but · : passe décisive · : joueur entré · : joueur remplacé · : capitaine · : carton jaune · : carton rouge · | -  | 7  | -  | 44 | 51          | -              | -  | 2  | -       |
| Josh Sargent           | Abréviations et symboles : · TT : Total de minutes jouées · MJ : Nombre de matchs joués · MT : Matchs joués en tant que titulaire · : but · : passe décisive · : joueur entré · : joueur remplacé · : capitaine · : carton jaune · : carton rouge · | 74 | 7  | 77 | -  | 158         | -              | -  | 3  | 2       |
| Timothy Weah           | Abréviations et symboles : · TT : Total de minutes jouées · MJ : Nombre de matchs joués · MT : Matchs joués en tant que titulaire · : but · : passe décisive · : joueur entré · : joueur remplacé · : capitaine · : carton jaune · : carton rouge · | 88 | 83 | 82 | 67 | 320         | 1              | -  | 4  | 4       |
| Haji Wright            | Abréviations et symboles : · TT : Total de minutes jouées · MJ : Nombre de matchs joués · MT : Matchs joués en tant que titulaire · : but · : passe décisive · : joueur entré · : joueur remplacé · : capitaine · : carton jaune · : carton rouge · | 16 | 83 | 13 | 23 | 135         | 1              | -  | 4  | 1       |
| Total                  | Abréviations et symboles : · TT : Total de minutes jouées · MJ : Nombre de matchs joués · MT : Matchs joués en tant que titulaire · : but · : passe décisive · : joueur entré · : joueur remplacé · : capitaine · : carton jaune · : carton rouge · |    |    |    |    |             |                |    |    |         |
| Équipe des États-Unis  | Abréviations et symboles : · TT : Total de minutes jouées · MJ : Nombre de matchs joués · MT : Matchs joués en tant que titulaire · : but · : passe décisive · : joueur entré · : joueur remplacé · : capitaine · : carton jaune · : carton rouge · | 90 | 90 | 90 | 90 | 360         | 3              | 3  | 4  | -       |

| Buts | Joueurs           | Adversaires    |
| ---- | ----------------- | -------------- |
| 1    | Christian Pulisic | Iran           |
| 1    | Timothy Weah      | Pays de Galles |
| 1    | Haji Wright       | Pays-Bas       |

| Passes | Joueurs           | Adversaires              |
| ------ | ----------------- | ------------------------ |
| 2      | Christian Pulisic | Pays de Galles, Pays-Bas |
| 1      | Sergiño Dest      | Iran                     |